# Dalla mia vita. Autobiografia dell'età giovanile
Dalla mia vita. Autobiografia dell'età giovanile (Aus meinem Leben. Fragment einer Autobiographie) è un'opera autobiografica della mistica svizzera Adrienne von Speyr, pubblicata postuma nell'estate del 1968, che narra la maturazione religiosa da lei vissuta negli anni della giovinezza.
L'opera fu scritta per richiesta di Hans Urs von Balthasar, direttore spirituale dell'autrice, tra il 1945 e gli anni cinquanta, su grossi fogli che ella ripose dentro un cassetto della scrivania, senza rileggerli, ma lasciando a Balthasar il compito della revisione. La prima parte dell'opera fu scritta in francese, e tradotta in tedesco da Martha Gisi, mentre la seconda fu composta direttamente in tedesco, sebbene l'autrice non ne avesse piena padronanza. L'opera ricevette comunque solo correzioni stilistiche, mantenendo la fedeltà all'originale. Il capitolo sull'incontro con Ignazio di Loyola fu composto per ultimo, sempre su richiesta di Balthasar, e poi inserito nella prima parte, secondo l'ordine cronologico. Fu inoltre inserita un'appendice, La casa della nonna, che l'autrice non scrisse di proprio pugno, bensì dettò.
Nei 284 fogli scritti a mano dalla Speyr, il racconto si interrompe al ventiquattresimo anno d'età, ovvero al 1926. In un'autobiografia successiva, Mistero della giovinezza (Geheimnis der Jugend), ella narrò nuovamente la propria fanciullezza e gioventù, estendendo il racconto fino all'anno della conversione al cattolicesimo, il 1940.
Secondo il teologo Elio Guerriero, Dalla mia vita è il testo più significativo tra i pochi scritti di suo pugno dalla Speyr, la quale vi descrive «con stile piacevole, anche se a tratti prolisso, [...] l'ambiente familiare, la religiosità liberal protestante, rigorosamente privata dei genitori, si sforza di esporre con obiettività le difficoltà con la mamma, le sue aspirazioni alla concezione cattolica del cristianesimo».

## Edizioni
- (DE) Adrienne von Speyr, Aus meinem Leben. Fragment einer Autobiographie, Einsiedeln, Johannes Verlag, 1968.
- (FR) Adrienne von Speyr, Fragments autobiographiques, Parigi, Lethielleux, 1978.
- Adrienne von Speyr, Dalla mia vita. Autobiografia dell'età giovanile, introduzione e cura di Hans Urs von Balthasar, traduzione di Guido Sommavilla, Milano, Jaca Book, 1989, ISBN 88-16-30173-2.
- (EN) Adrienne von Speyr, My Early Years, San Francisco, Ignatius Press, 1995, ISBN 0-89870-541-X.